# Kasvirág
A kasvirág (Echinacea) a fészkesvirágzatúak (Asterales) rendjébe, ezen belül az őszirózsafélék (Asteraceae) családjába tartozó nemzetség. Tudományos neve a görög 'echinos', azaz sün szóból származik. Echinacea a neve a tengerisünök egy öregrendjének is: Echinacea (állatcsoport).

## Származásuk, elterjedésük
Az Amerikai Egyesült Államok és Kanada középső és keleti részeinek füves síkságairól származnak. Európában egyes fajai dísznövényként terjedtek el, majd felfigyeltek gyógyhatásukra is.

## Tulajdonságaik
Általában július és szeptember között virágzó, évelő növény – a szelektált változatok esetenként korábban vagy később virágoznak. Gyöktörzse rizómásodik, hajtása 60–180 cm magasra is megnő. Tőlevelei nyelesek, serteszőrösek: a bíbor kasvirág levelei tojásdadok, a keskenylevelű kasvirág levelei keskenyebbek, enyhén fűrészesek. Az egyes levelek hossza 15–35 cm, szélessége 1–12 cm.
A szár és az oldalágak végén 3–5 cm-es fészekvirágzat nő, amit lándzsás fészekpikkelyek fednek. Nyelves és csöves részekből álló virágai a vörösbarna, hegyes csúcsú, alul hártyás fészekpelyvák tövében ülnek. A margarétaszerű virágok közepén a sötétebb, kissé tüskés csöves virágok kúpszerűen helyezkednek el, ezért (tévesen) kúpvirágnak is nevezik. A csövesektől eltérő színű nyelves virágok kissé lefele állnak.
Fény- és melegkedvelő, de egyúttal fagytűrő is. A jó vízgazdálkodású, meszes talajt kedveli.

## Rendszerezés
A nemzetségbe az alábbi 9 faj tartozik:
- keskenylevelű kasvirág (Echinacea angustifolia) DC.
- Echinacea atrorubens (Nutt.) Nutt.
- Echinacea laevigata (C.L.Boynton & Beadle) S.F.Blake
- halvány kasvirág (Echinacea pallida) (Nutt.) Nutt.
- sárga kasvirág (Echinacea paradoxa) Britton
- bíbor kasvirág (Echinacea purpurea) (L.) Moench
- Echinacea sanguinea Nutt.
- Echinacea simulata McGregor
- Echinacea tennesseensis (Beadle) Small

## Felhasználása
Több faját dísznövényként termesztik.
A bíbor kasvirágot és a keskenylevelű kasvirágot gyógynövényként reklámozzák, amely erősíti az immunrendszert és csökkenti a gyulladásokat. A hajtás orvosi neve Echinacea herba, a gyökéré Echinacea radix. Jóval kevésbé népszerű, de a gyógyászatban ugyancsak használható a halvány kasvirág. Elsősorban kivonatokat készítenek belőle különféle gyári készítményekhez, de az utóbbi években a szárított leveleket és hajtásokat tartalmazó gyógyteák is megjelentek a piacon (ezek hatása enyhébb, mint a kivonatoké).
Az utóbbi 100–150 évben kiderült,[forrás?] hogy számos indián nép használta gyógyászatában a kasvirágokat olyan betegségek, illetve mérgek gyógyítására, amikre legfeljebb csak placebóként hat, ezért a hódítók primitív babonaságnak tekintették. Szinte mindenütt gyógyították velük a kígyómarást és különféle mérges rovarok csípését (pedig ezekre nem hat). A használatukra utaló első bizonyítékok az 1600-as évek sziú településeinek ásatásaiból kerültek elő. Továbbá kezeltek vele:[forrás?]
- a sájenek ínygyulladásokat és szájfertőzéseket,
- a krík meghűléseket, fogfájást és kólikát,
- a dakoták bélbetegségeket, mandulagyulladást, veszettséget és vérmérgezést
- az oglalák a meghűlések okozta gyulladásokat,
- az omahák a vérmérgezéssel járó betegségeket,
- a vinebégók az égéseket (és érzéstelenítőként is alkalmazták).

## Hatóanyagai és hatása
Fontosabb hatóanyagai:[forrás?]
- alkilamidok,
- cikóriasav-származékok (átlagosan 0,3%),
- glikoproteinek,
- nagy molekulasúlyú poliszacharidok,
- flavonoidok,
- monoterpének,
- kávésav-származékok.

A kereskedelmi forgalomba nem kerülő készítményekben stabil formában maradó hatóanyagként elsősorban a poliszacharidokat és az alkilamidokat tartják számon.

### Kutatások
A kasvirágból készített termékek összetétele nagy változatosságot mutat. Többféle fajt is tartalmaznak (E. purpurea, E. angustifolia, E. pallida), a növény különféle részeit használják fel (gyökerét, virágát, kivonatát), különféle módszerekkel készülnek és különböző kémiai formulákat tartalmaznak. Mindez megnehezíti az esetleges hatások megértését.
A megfelelően kontrollált klinikai kísérletek száma korlátozott és alacsony minőségű. Bár több tanulmány és metaanalízis is született a kasvirág feltételezett immunológiai hatásáról, a tanulmányokban vizsgált termékek között jelentős különbségek vannak, emiatt korlátozottan lehet csak konklúziót levonni belőlük a hatásra és a biztonságra vonatkozóan. Emiatt például az amerikai Élelmiszer- és Gyógyszerfelügyelet (Food and Drug Administration, FDA) nem hagyta jóvá a kasvirágot gyógyászati célokra.
Egy 2014-es rendszerezett szakirodalmi áttekintés azt találta, hogy a kasvirágból készített termékek nem hatásosak a megfázás kezelésére, azonban egy 2016-os metaanalízis szerint lehetséges, hogy a kasvirág-kivonat csökkenti a felső-légúti megbetegedések ismétlődésének kockázatát.
Az Európai Gyógyszerügynökség (European Medicines Agency) egy 2015-ös monográfiája szerint a kasvirág kipréselt leve vagy szárított kipréselt leve megelőzheti vagy csökkentheti a megfázás tüneteit a betegség kezdetekor. 2017-es eredmények alapján az ebből származó előnyök, ha vannak egyáltalán, minimálisak és ezért nem túl hasznosak.
Egyes tévhitekkel ellentétben nincs bizonyíték arra, hogy a kasvirágból készült termékek segítenek a rákkezelés (kemoterápia, sugárterápia) mellékhatásainak enyhítésében.